# Château d'Ocre
Le château d'Ocre est un château situé dans la ville de Ocre, province de L'Aquila, dans les Abruzzes.